# أستيغاراغا
بلدية أستيغاراغا (بالإسبانية: Astigarraga) هي بلدية تقع في مقاطعة غيبوثكوا التابعة لمنطقة إقليم الباسك شمال إسبانيا.

## الديموغرافيا
يبلغ عدد سكان بلدية أستيغاراغا 4.818 نسمة عام 2011 (وفقاً للمعهد الوطني للإحصاء الإسباني).
| 3.178 | 3.355 | 3.796 | 4.151 | 4.386 | 4.678 | 4.818 |